# Ole Lützow-Holm
Ole Lützow-Holm, född 11 januari 1954 i Köpenhamn, är en norsk musiker och tonsättare. Han har studerat piano och komposition i Stockholm. Till hans lärare hör Gunnar Bucht samt vid högskolan för musik i Freiburg im Breisgau Brian Ferneyhough och Klaus Huber. 
Han undervisar i komposition vid Musikhögskolan i Göteborg och undervisar även vid sommarkursen Akademie Schloss Solitude.

## Verk (urval)
- Fantaisie bizarre (1975)
- L'ieu d'ad Orgue (1979–82)
- Chiaroscuro (1982)
- Da sotto terra (1981/1982)
- Contour (1983–84)
- Floral Night Episode (1984)
- Sounding : Silver in the Wake (1985–87)
- Two Eyes as Darkly Bright (1991)
- Wandering Rocks (1992)
- Blind Evidence (1995)
- Rhyme and Pairs, skriven för marimbasolisten Daniel Berg (2002)

## Diskografi (urval)
- Organ con forza, PSCD 31
- Compositions, PSCD 60
- Musica Rediviva, MRCD 102.